# Delhi Durbar

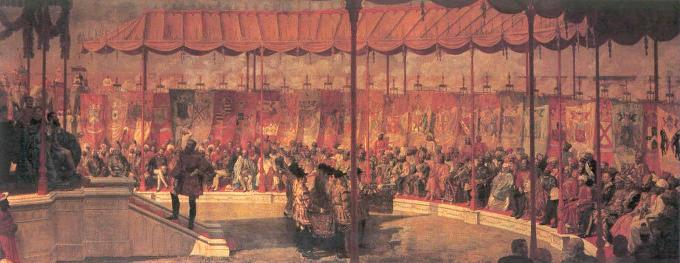
El Delhi Durbar de 1877.

Delhi Durbar (en hindi: दिल्ली दुर्बार, urdu: دلی دربار; que significa Tribunal de Delhi) era una asamblea de masas realizada en el Parque de la Coronación en Delhi, India, para conmemorar la coronación del rey y la reina del Reino Unido. También conocido como el Durbar Imperial, se llevó a cabo en tres ocasiones, en 1877, 1903 y 1911. El durbar de 1911 fue el único al que asistió el soberano, en este caso en particular Jorge V del Reino Unido. El término se deriva de una palabra mogol común, durbar, que significa corte noble.

## Eldurbarmogol
El durbar que los gobernantes británicos instituyeron como modelo para sus ceremonias con los gobernantes indios procedía del ritual que la corte mogol utilizaba en el siglo XVIII. Estas reuniones se basaban en un intercambio ritual de bienes que representaban por una parte la aceptación de la soberanía del emperador y, por otra, el reconocimiento de la autoridad de sus gobernantes locales. El homenajeado ofrecía el nazar, monedas de oro, o el pekash, cualesquiera otros bienes valiosos como elefantes o joyas, mientras que la autoridad mongola correspondería con el khelat, que solía consistir en vestimenta, joyas, armas y a veces animales como caballos o elefantes, simbolizando todos ellos que el soberano mogol les reconocía a los mandatarios indios el dominio de sus propios territorios a cambio de su promesa de obediencia y lealtad.
El protocolo de los durbar estaba claramente reglamentado. El soberano solía situarse sobre una plataforma elevada sentado sobre cojines o en un trono, y los demás asistentes se situaban ordenados en filas horizontales o verticales siendo el criterio más importante de prestigio la cercanía física a la autoridad real. La sumisión se reflejaba postrándose ante el trono y/o tocándose la cabeza, que se entendía ofrecida en acto de humildad. Después, el interesado se adelantaba en caso de producirse intercambio de honores o bienes y, si estos incluían animales, los caballos o elefantes desfilaban ante la concurrencia.
A lo largo del siglo XVIII y primera mitad del XIX los británicos se fueron haciendo progresivamente con el control del subcontinente indio y lo situaron bajo administración de la Compañía Británica de las Indias Orientales, aunque incluso después de la toma de la capital mongola Delhi en 1803, siguieran manteniendo la ficción de la autoridad del emperador mongol bajo la forma de un gobernante títere. Los nuevos gobernantes siguieron utilizando en consecuencia las instituciones mongolas y, en particular, los durbar, aunque tendieron a reglamentar los aspectos económicos del intercambio del nazar, pekash y khelat que para los indios y mongoles tenía un componente predominantemente simbólico y que los británicos veían como una forma de tributo, y hasta de corrupción, con las correspondientes contrapartidas. Atentos al enriquecimiento de los cargos de la Compañía a sus representantes finalmente no se les permitía quedarse con los presentes y los ponían en el mercado por medio de subastas o utilizándolos a su vez como regalos.

## Durbar de 1877

### Contexto histórico
La administración por parte de la Compañía Británica de las Indias Orientales finalizó inmediatamente después de la gran rebelión de 1857 por medio de la Ley de Gobierno de la India de 1858 y la proclamación de la soberanía de la Corona británica el 1 de noviembre de 1858 en sustitución del emperador mongol. En ese momento no se consideró prudente dar el paso de proclamar a la reina Victoria como emperatriz de la India, pero dos décadas después Disraeli consideraba que la autoridad británica se había afianzado lo suficiente. Adicionalmente se invocaban que la autoridad del monarca se vería afianzada al asumir el título imperial ya que algunos títulos indios, como el de Maharajá, eran equivalentes al de rey. Así pues a tal efecto el 27 de abril de 1876 se aprobó la Ley de Títulos Reales, no sin oposición por parte de la prensa y en la propia India. Estas resistencias fueron una de las causas que llevaron a Disraeli, al secretario de estado para la India lord Salisbury y al nuevo virrey lord Lytton a planificar una gran «Reunión Imperial» que no dejara duda de la adhesión a su nueva emperatriz de los gobernantes indios.

### Los preparativos
Los preparativos del durbar imperial comenzaron en secreto ya en abril de 1876, coincidiendo con la llegada de Lytton a Calcuta. Se formó un comité presidido por Thomas Thornton, el secretario de asuntos exteriores del gobierno de la India, y en el que estaba encargado de la planificación y la logística el comandante general lord Roberts.
La primera decisión importante fue el lugar elegido para la reunión, Delhi, la antigua capital mongola, que en esa época era una ciudad relativamente pequeña en el contexto indio y además bastante afectada por la rebelión de 1857. Esto asociaba la nueva autoridad de la reina con el pasado esplendor imperial y evitaba los problemas derivados de elegir grandes capitales regionales como Calcuta o Bombay. También hubo que superar objeciones como que los problemas de protocolo y precedencia típicos de los durbar podrían acabar provocando rencillas, las derivadas de los propios gastos necesarios en un contexto de necesidad o incluso hambruna en muchas zonas y hasta las de los que consideraban excesivas las concesiones destinadas a los indios implícitas en la celebración.
A finales de septiembre se enviaron las invitaciones oficiales y se inició la preparación de los campamentos que, según se calculó posteriormente, acabarían acomodando a unas 84 000 personas. Hubo que desalojar unas cien aldeas a cuyos habitantes se les avisó de que no plantaran la nueva cosecha, aunque a cambio muchos fueron contratados en las múltiples tareas de acondicionamiento. El campamento imperial, cuyo centro era el del mismo virrey rodeado de los gobernadores (empezando por el de Bombay a su derecha y el de Madras a su izquierda), media unos dos kilómetros de largo por ochocientos de ancho. En un radio entre dos y ocho kilómetros se situaron los campamentos de los gobernantes indios, como el Nizam de Hyderabad, el Gaekwad de Badora o el Maharajá de Mysore.
Para el escenario se dispuso el trono del virrey sobre una tarima hexagonal de más de tres metros de alto cubierta con un gran palio, en torno a la cual se dispuso otra tarima semicircular para los asistentes, cuya forma estaba pensada para evitar problemas de precedencia.

### La celebración
Llamado el «Durbar de la Proclamación», el durbar de 1877 se llevó a cabo a partir del 1 de enero de 1877 con motivo de la coronación y proclamación de la reina Victoria como emperatriz de la India. El término concreto empleado en hindi, Kaiser-i-Hind, fue propuesto por el orientalista G. W. Leitner por ser bien conocido y fácilmente comprensible también en urdú, en árabe y en sánscrito.
Lord Lytton, el virrey, llegó a Delhi el 23 de diciembre y en la semana anterior a la ceremonia concedió unas 120 audiencias, además de cenas y recepciones para ilustres visitantes. A cada asistente se le hacía entrega de un estandarte con su nuevo escudo de armas, además de medallones de oro o de plata según el rango, gesto que se esperaba que simbolizara el intercambio de nazar y khelat.
Fue en gran parte un acto oficial y no un evento popular para motivar a las masas como en 1903 y 1911. Esta fue la culminación de la transferencia de control de gran parte de la India de la Compañía Británica de las Indias Orientales al Gobierno del Reino Unido de Gran Bretaña e Irlanda. El Durbar fue el comienzo de una gran transformación para la India, donde se lanzó la campaña para una India libre.

## Durbar de 1903

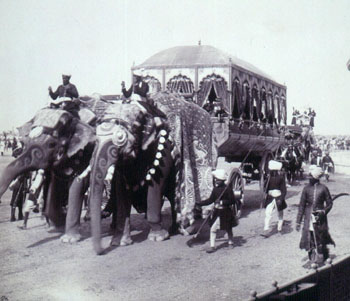
Elefantes transportando al maharajá de Rewa, en el Durbar de Delhi de 1903.

Este durbar se llevó a cabo para celebrar la coronación del rey Eduardo VII y la reina Alejandra como Emperador y Emperatriz de la India. Las dos semanas completas de festividades fueron concebidas en meticuloso detalle por Lord Curzon. Fue un deslumbrante despliegue de pompa y poder. Ni el anterior durbar de Delhi de 1877, ni el posterior de 1911, podrían empatar el boato de las festividades de 1903, organizadas por Lord Curzon. En unos pocos meses, a finales de 1902, una llanura desierta se transformó en una elaborada ciudad de tiendas de campaña, rematada con un metro ligero de carácter temporal para transportar a la multitud de espectadores; una oficina de correos con su propio sello postal; teléfono y telégrafo; una variedad de tiendas; una fuerza de policía con uniformes especialmente diseñados; un hospital; un Juzgado de Paz; un complejo sanitario; instalaciones de drenaje y electricidad. Se vendieron como souvenir libros de guía y mapas de la zona de acampada. Las oportunidades de comercialización fueron explotadas hábilmente. Se confeccionaron medallas especiales, hubo fuegos artificiales, se llevaron a cabo glamorosos exposiciones y bailes.
Para decepción de Curzon, Eduardo VII no asistió, pero envió a su hermano Arturo de Sajonia-Coburgo-Gotha, duque de Connaught, quien llegó en tren desde Bombay con un grupo de dignatarios, justo en el momento en que Curzon y algunos miembros de su gobierno llegaban procedentes de Calcuta. Se esperaba que en esta asamblea se mostrara, posiblemente, la mayor colección de joyas vista en un solo lugar. Cada uno de los príncipes indios iba adornado con las más espectaculares de sus joyas procedentes de colecciones que databan de siglos atrás. Los maharajás llegaron con grandes comitivas de toda la India, muchos de ellos se iban a encontrar por primera vez; mientras que las filas de los ejércitos indios, bajo el mando del Comandante en Jefe Lord Horatio Kitchener, desfilaron tocando con sus bandas de música y conteniendo a las multitudes.
En el primer día, Lord y Lady Curzon entraron en la zona de festejos, junto con los maharajás, a lomos de elefantes, algunos de los cuales llevaban enormes candelabros de oro pegados en sus colmillos. La ceremonia del Durbar en sí, coincidió con el día de Año Nuevo y fue seguido por días de torneos de polo y otros deportes, cenas, bailes, eventos militares, bandas de música y exposiciones. La prensa mundial envió a sus mejores periodistas, artistas y fotógrafos para cubrir el procedimiento. A la popularidad que alcanzó la grabación en película del evento, que se mostró en salas improvisadas por toda la India, se le concede frecuentemente el mérito de haber puesto en marcha la industria cinematográfica del país.
El evento culminó con un gran baile de coronación al que asistieron solamente invitados del más alto rango, todo dirigido por Lord Curzon y en mayor parte por la impresionante Lady Curzon con sus brillantes joyas y su regio vestido de pavo real.

## Durbar de 1911

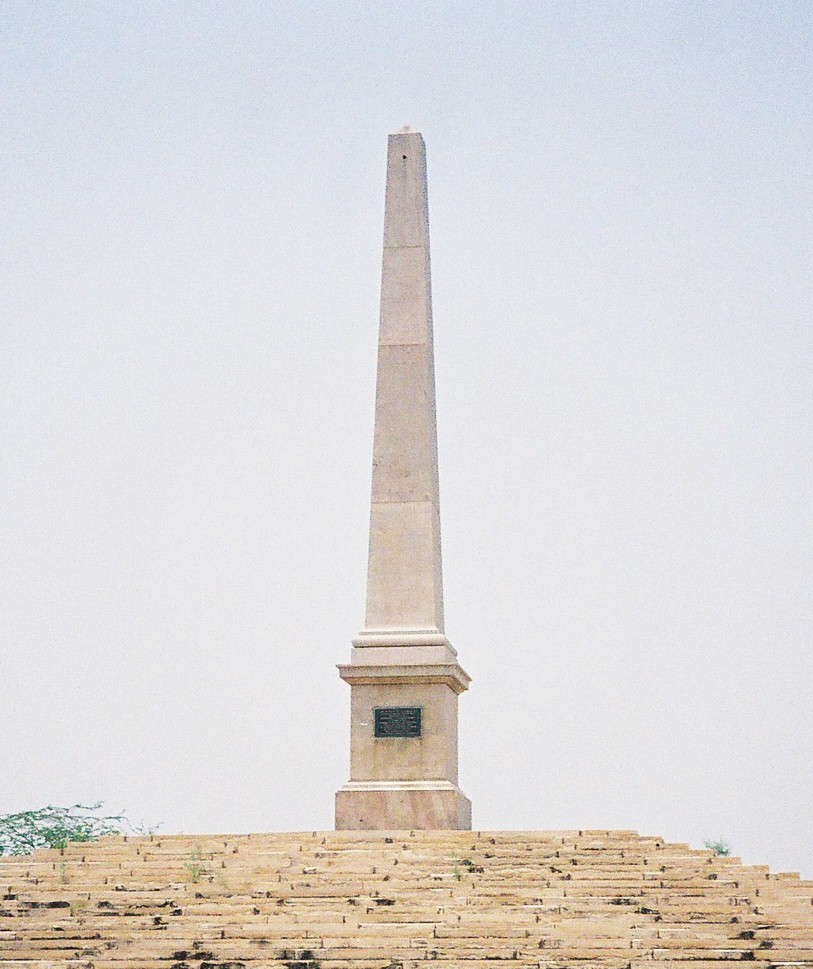
Obelisco conmemorativo en Coronation Park (Delhi) erigido en el lugar exacto donde Jorge V del Reino Unido y la reina María se sentaron durante el Durbar de 1911.

Se llevó a cabo en diciembre de 1911, para conmemorar la coronación del rey Jorge V y la reina María, como Emperador y la Emperatriz de la India. Prácticamente todos los príncipes gobernantes, nobles, terratenientes y otras personas notables la India asistieron a rendir reverencia a sus soberanos. Los Reyes aparecieron en sus ropas de la coronación, el rey-emperador con la Corona Imperial de la India con ocho arcos, que contienen seis mil ciento setenta diamantes de corte exquisito y cubierta de zafiros, esmeraldas y rubíes, con un capuchón de terciopelo y armiño, que en conjunto pesaban 965 g. Luego aparecieron en un balcón del Fuerte Rojo, para recibir a medio millón o más de gente común que había venido a su encuentro. Una película de la coronación titulada With Our King and Queen Through India (1912) -también conocido como El Durbar en Delhi- fue filmada en el recién creado proceso de color llamado Kinemacolor y estrenada el 2 de febrero de 1912.
Para el Durbar de 1911 se designó un heraldo de armas extraordinario y un heraldo asistente (el general de brigada William Peyton y el capitán Malik Mohammed Umar Hayat Khan), pero sus funciones fueron más ceremoniales que heráldicas.
Se creó una tiara magnífica, que pertenece a la actual reina, con motivo de esta celebración, llamada la Tiara del Durbar de Delhi. El maharajá Bhupinder Singh de Patiala obsequió un collar a la reina María, en nombre de las damas de la India, para conmemorar la primera visita de una reina británica. A sugerencia de la reina, fue diseñado para que coincidiera con las otras joyas de esmeraldas creadas para el Durbar de Delhi. En 1912, Garrard modificó ligeramente el collar, por lo que el colgante de esmeraldas se convirtió en desmontable y se añadió un segundo colgante de diamantes también desmontable. Este era un diamante marquesa de 8,8 quilates (1.800 mg) conocido como Cullinan VII, una de las nueve piedras numeradas obtenidas del corte del diamante Cullinan. El collar fue heredado por la reina Isabel II en 1953, y fue usado recientemente por la duquesa de Cornualles en un baile donde se reunió con la familia real noruega. Fueron otorgadas 26.800 medallas de plata conmemorativas del Durbar de Delhi de 1911, en su mayoría a oficiales de los regimientos británicos. También se acuñó un pequeño número de medallas en oro que fueron adjudicadas a los príncipes gobernantes indios y a los oficiales de más alto rango del gobierno.
Actualmente Coronation Park es un espacio abierto custodiado celosamente cuyo vacío impacta en contraste con el denso tráfico y los abarrotados asentamientos informales de la expansión urbana al norte de Delhi. Está todo cubierto de maleza, abandonado y cerrado. Es utilizado a veces para las grandes fiestas religiosas y convenciones municipales.

## Final de la celebración de los durbar
Eduardo VIII abdicó en diciembre de 1936, antes de realizarse la ceremonia; inicialmente se había considerado que su sucesor, Jorge VI, visitaría la India y tuviera su propio Durbar. El Congreso Nacional Indio pasó una semana de movilizaciones después de su reunión llamando a boicotear la visita y, en febrero de 1937, el parlamentario del Partido Comunista de Gran Bretaña, Willie Gallacher, denunció los gastos que se efectuaban en esas fiestas, efectuadas en un país con tanta pobreza. En el discurso del rey, realizado en octubre de 1937, incluyó el siguiente comentario: «Estoy esperando con interés y placer al momento en que será posible para mí visitar mi Imperio de la India», para satisfacción de Sir Hugh O'Neill. Sin embargo, el inicio de la Segunda Guerra Mundial y el movimiento por la independencia de la India causaron que esta visita jamás sucediera.